# 艾因霍恩-布伦纳反应
艾因霍恩-布伦纳反应（德語：Einhorn-Brunner-Reaktion）指酰亚胺与肼类反应得到两种互为异构体的1,2,4-三唑衍生物。